# Schrein von Khwaja Abu Nasr Parsa

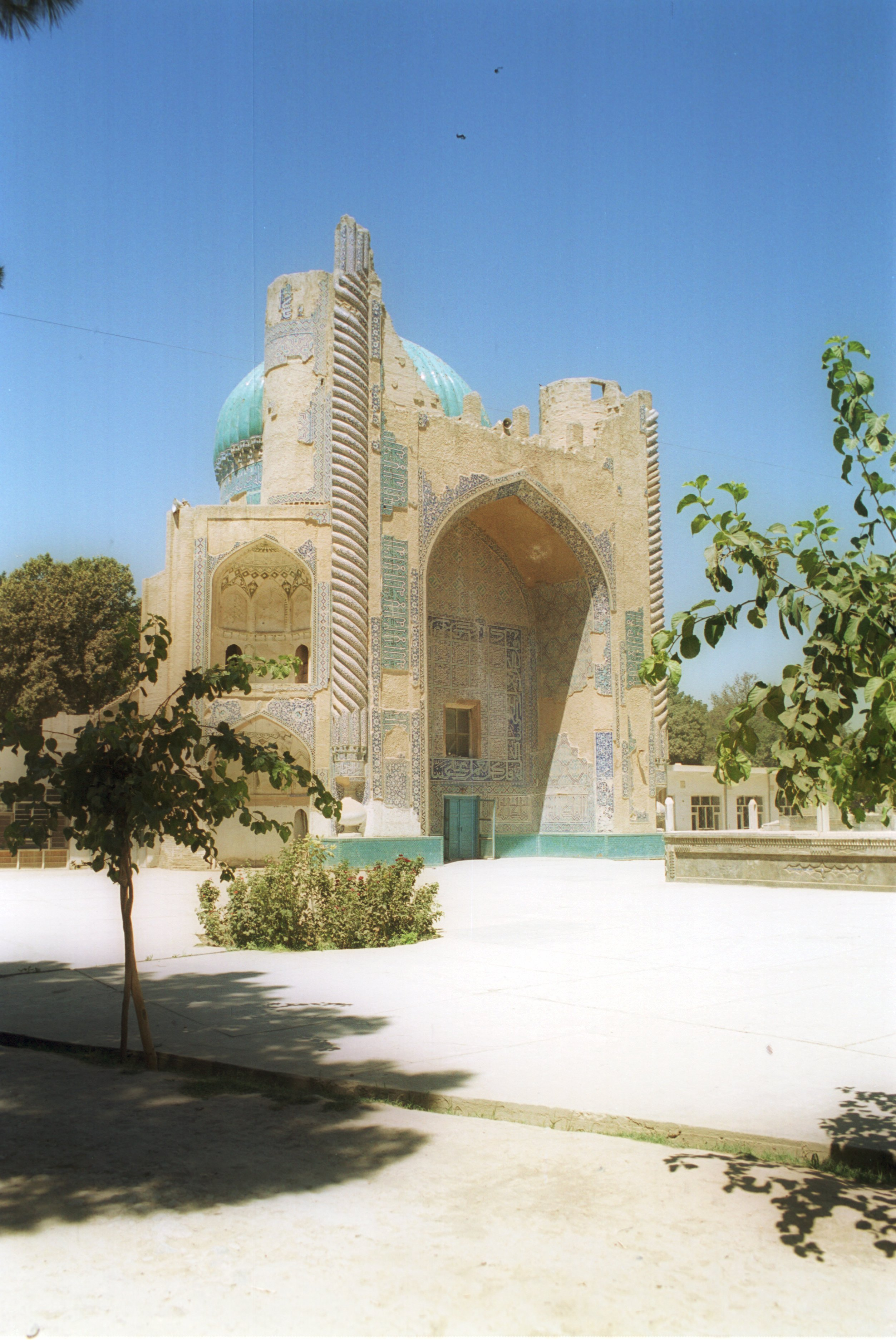
Portalfassade mit den Stümpfen der beiden Minarette von Osten, 2001

Der Schrein von Khwaja Abu Nasr Parsa (persisch مزار خواجه ابو نصر پارسا, DMG Mazār-i Ḫwāǧa Abū Naṣr-i Pārsā), heute Khwaja-Parsa-Moschee, ist ein Mausoleum und eine Moschee in der nordafghanischen Stadt Balch. Das Mausoleum wurde wenige Jahre nach dem Tod des Sufi-Gelehrten Khwaja Abu Nasr Parsa († 1460/61) in timuridischer Zeit in der historischen Region Chorasan gegründet. Dieses durch Patronage des Generals Mīr Sayyid Mazid Bahadur Arghun zuerst entstandene Mausoleum befand sich vermutlich Mitte des 16. Jahrhunderts in einem schlechten baulichen Zustand. Der erhaltene Kuppelbau (persisch gonbad, arabisch qubba) über einer oktogonalen Basis mit einem monumentalen Iwan-Portalvorbau (pischtak) und zwei Minarettstümpfen wurde schriftlichen Quellen und stilistischen Merkmalen zufolge Ende des 16. Jahrhunderts unter der Herrschaft der Schaibaniden, einer usbekischen Dynastie, erbaut. Dem entspricht die 1597/98 datierte älteste Bauinschrift des Schaibanidenfürsten und Stifters ʿAbd al-Muʾmin, der das Mausoleum mutmaßlich als Grabstätte für sich und seine Familie plante. Vom Ende des 16. bis zum Ende des 17. Jahrhunderts entstanden um das Mausoleum sechs Madrasas, die das Stadtviertel zu einem Zentrum für religiöse Bildung machten. Ein Erdbeben Ende des 19. Jahrhunderts könnte für den teilweisen Einsturz der Kuppel und der beiden Minarette verantwortlich gewesen sein. Das Gebäude wurde 1975–76 und nach 2002 restauriert und liegt heute als Kulturdenkmal und Moschee im zentralen Park der Stadt.
Den Beinamen Grüne Moschee (persisch مسجد سبز Masdschid-i sabz, DMG Masǧid-i sabz) erhielt der Sakralbau im 19. Jahrhundert.

## Geschichte
Die zeitliche, funktionelle und kunstgeschichtliche Einstufung des Schreins war lange Zeit widersprüchlich und divergierend. Sowohl die historischen Quellen als auch die auf sie zurückgreifenden Reiseberichte aus dem 19. Jahrhundert und die wissenschaftlichen Untersuchungen im 20. Jahrhundert bezeichnen das Gebäude je nach Kontext als Mausoleum oder Schrein (mazār), als Moschee, gelegentlich auch als Islamhochschule (madrasa) oder Sufizentrum (chāneqāh), und waren sich über die Bauzeit in den 1460er Jahren, Ende des 15. Jahrhunderts oder Ende des 16. Jahrhunderts lange uneins. Außerdem wurde der Name Abu Nasrs häufig verwechselt und die Frage gestellt, ob er überhaupt in diesem Schrein beigesetzt worden sei.

### Khwaja Abu Nasr Parsa
Khwaja Abu Nasr Parsa war ein Scheich des Naqschbandīya-Ordens und stand in der geistlichen Tradition seines Vaters Khwaja Muhammad Parsa († 1420), von dem die geistliche Abstammungskette (silsila) über Ala ad-Din Attar († 1399) auf den Ordensgründer Baha-ud-Din Naqschband (1318–1389) zurückführt. Wie der Ordensgründer wirkte Muhammad Parsa, ein anerkannter Gelehrter, in Buchara an der Verbreitung des Ordens. Im Unterschied zum Vater erwähnen die zeitgenössischen Quellen Abu Nasr lediglich als den Erben dieser Tradition, es ist aber kein eigenständiges Schrifttum von ihm bekannt. Nach Aussagen zweier Historiker vom Ende des 15. Jahrhunderts besaß Abu Nasr eine bedeutende Rolle als religiöser Führer und als politischer Vermittler, woraus sich der Bau eines derart prächtigen Mausoleums erklären lässt.
Im Zusammenhang mit Nachfolgestreitigkeiten nach dem Tod des Timuridenfürsten Ulugh Beg (1394–1449) eroberte Abul-Qasim Babur Mirza (regierte 1447–1457) im Jahr 1447 Balch. Am Stadttor angekommen wurde er von Abu Nasr empfangen, wie es in einem zwischen 1465 und 1471 verfassten Bericht des persischen Historikers Abd-ar-Razzagh Samarghandi (1413–1482) heißt. Demnach scheint Abu Nasr, den der Historiker mit dem Ehrentitel Schaich al-Islam benennt, zu jener Zeit die führende Persönlichkeit der Stadt gewesen zu sein. Abgesehen von Abd-ar-Razzagh, der eine weitere Begebenheit schildert, und von Muʿin ad-Din Isfizārī, der 1491/92 eine Chronik von Herat verfasste, ist nur noch eine weitere Quelle aus dem Ende des 15. Jahrhunderts zu Abu Nasr überliefert. Immerhin geht aus diesen annähernd zeitgenössischen Quellen die damalige Wertschätzung Abu Nasrs hervor. Über zweieinhalb Jahrhunderte blieb bis zum Ende des 17. Jahrhunderts in einer Abfolge von acht Generationen die Verwaltung des Mausoleums in der Hand der Parsa-Familie.

### Mīr Sayyid Mazid Bahadur Arghun
Der aus Herat stammende persische Historiker Chwandamir (1475–1535) berichtet kurz vor 1497 vom mutmaßlich einflussreichen Feudalherren und General Mīr Sayyid Mazid Bahadur Arghun, der um die Mitte des 15. Jahrhunderts den timuridischen Herrscher Abu Sa'id unterstützte. Das Ethnonym „Arghun“ verweist auf die besondere mongolische Herkunft des kurz Mir Mazid genannten Timuridengenerals, der im Zusammenhang mit einer Reihe von militärischen Eroberungen erwähnt wird. Im Winter 1458/59 war er an der Einnahme von Herat durch Abu Sa'id beteiligt, wenig später im selben Jahr eroberte er die von Aufständischen gehaltene Festung Nirah-tu östlich von Herat und 1460 kam er im Auftrag von Abu Sa'id als Beobachter oder wahrscheinlicher als längerfristiger Verwalter nach Balch. Mir Mazid könnte in Balch demnach erst Abu Nasr in dessen Todesjahr getroffen haben. Robert D. McChesney (2001) hält es jedoch für gut möglich, dass sich die beiden bereits zuvor in Buchara begegnet waren, weil Abu Nasr von Balch aus verschiedentlich Kontakte nach Buchara gepflegt haben dürfte. Zwischen 1462 und 1468 soll sich Mir Mazid zumindest zeitweilig in Balch aufgehalten haben. Vermutlich in diesen Jahren ließ Mir Mazid in Balch einen Tschahār Bāgh (persischer Garten) anlegen, der eine beträchtliche Größe gehabt haben muss. Nach einer verlorenen Schlacht 1469 gegen die turkmenischen Aq Qoyunlu wurde Abu Sa'id hingerichtet. Der zunächst ebenfalls festgesetzte Mir Mazid erlangte die Freiheit und begab sich nach Badachschan. Über seine dortigen politischen Aktivitäten wird unterschiedlich berichtet, bis er einige Jahre später zu Tode kam.
Zu der Frage, inwiefern der Naqschbandīya-Scheich und der timuridische General im Jahr 1460 in einer persönlichen Beziehung standen, lassen sich zwei Quellen heranziehen, die Ende des 15. Jahrhunderts und kurz nach der Mitte des 16. Jahrhunderts datieren. In Chwandamirs kurz vor 1497 entstandenem Werk Maʿāschir al-Mulūk heißt es, Mir Mazid habe ein geräumiges Gebäude und eine Madrasa am Schrein (mazār) von Abu Nasr errichten lassen. Hieraus leitet McChesney ab, dass Abu Nasr zunächst in einer offenen Grabstätte (hazira, üblicherweise eine erhöhte Plattform in einem umfriedeten Gelände) beigesetzt wurde, an deren Stelle kurze Zeit später ein Schrein trat. Bis zum Tod Mir Mazids um 1470 dürfte demnach eine Art Mausoleum mit einer Madrasa entstanden oder zumindest eine religiöse Stiftung zur Gründung eines Grabkomplexes ins Leben gerufen worden sein.
Die spätere Quelle ist Sultan Muhammad bin Darwisch Muhammad al-Balchis Werk Madschma' al-ghara'ib. Sultan Muhammad war Mufti von Balch und starb 1574. Sein Werk ist in einer Version von 1561 und einer zweiten, nach 1577 fertiggestellten Version bekannt, die beide in partiell abweichenden Kopien vor allem aus dem 19. Jahrhundert überliefert sind. In der zweiten Version werden der Bau eines großen Mausoleums (gonbad) für Abu Nasr im Jahr 1462/63 und die Existenz einer Madrasa erwähnt. Die Bezeichnung mazārāt (Plural von mazār, „Schrein“) ist ein Hinweis, dass es Ende des 15. Jahrhunderts um die Grabstätte von Abu Nasr mehrere Heiligengräber gab, die Ziel von Pilgerreisen (ziyāra) waren. Die Bestatteten waren wohl Nachfolger Abu Nasrs oder andere Personen, die ihre religiöse Verbundenheit mit ihm zeigen wollten. Außerdem berichtet Sultan Muhammad von der gerade stattfindenden Renovierung der Gesamtanlage, die im Jahrhundert zuvor gelitten habe, und von einer neuerbauten Madrasa in ihrer Nähe. Vor Sultan Muhammad erwähnt bereits Abd ar-Razzagh, Mir Mazid habe ein gonbad erbauen lassen. Gemäß der Lesung von McChesney bezieht sich Abd ar-Razzaghs Chronik dabei nicht ausschließlich auf ein Mausoleum für Abu Nasr, sondern auf eine Familiengrabstätte.
Nur ein Manuskript dieser Chronik, das in den Eton College Collections aufbewahrt wird, erwähnt, Mir Mazid habe in Balch ein Mausoleum für seinen gestorbenen Vater Pir Muhammad erbauen lassen. Unklar ist, ob es sich dabei um ein anderes Mausoleum handelt, oder ob dieses Mausoleum für den Vater zu einer ungewissen Zeit vor den 1490er Jahren auf Abu Nasr umgewidmet wurde. Wahrscheinlich, so folgert McChesney, ließ Mir Mazid umgekehrt an der bereits vorhandenen Grabstätte Abu Nasrs einen Kuppelbau errichten, in welchem sein Vater und später sein Bruder beigesetzt wurden. In den Folgejahren scheint der Ruhm des gestorbenen Abu Nasr beträchtlich gewachsen zu sein, während der Name Mir Mazid und die Funktion des Mausoleums als Grabstätte seiner Familie verblassten und gänzlich verschwanden.

### Nachfolgende Verwalter im 16. und 17. Jahrhundert

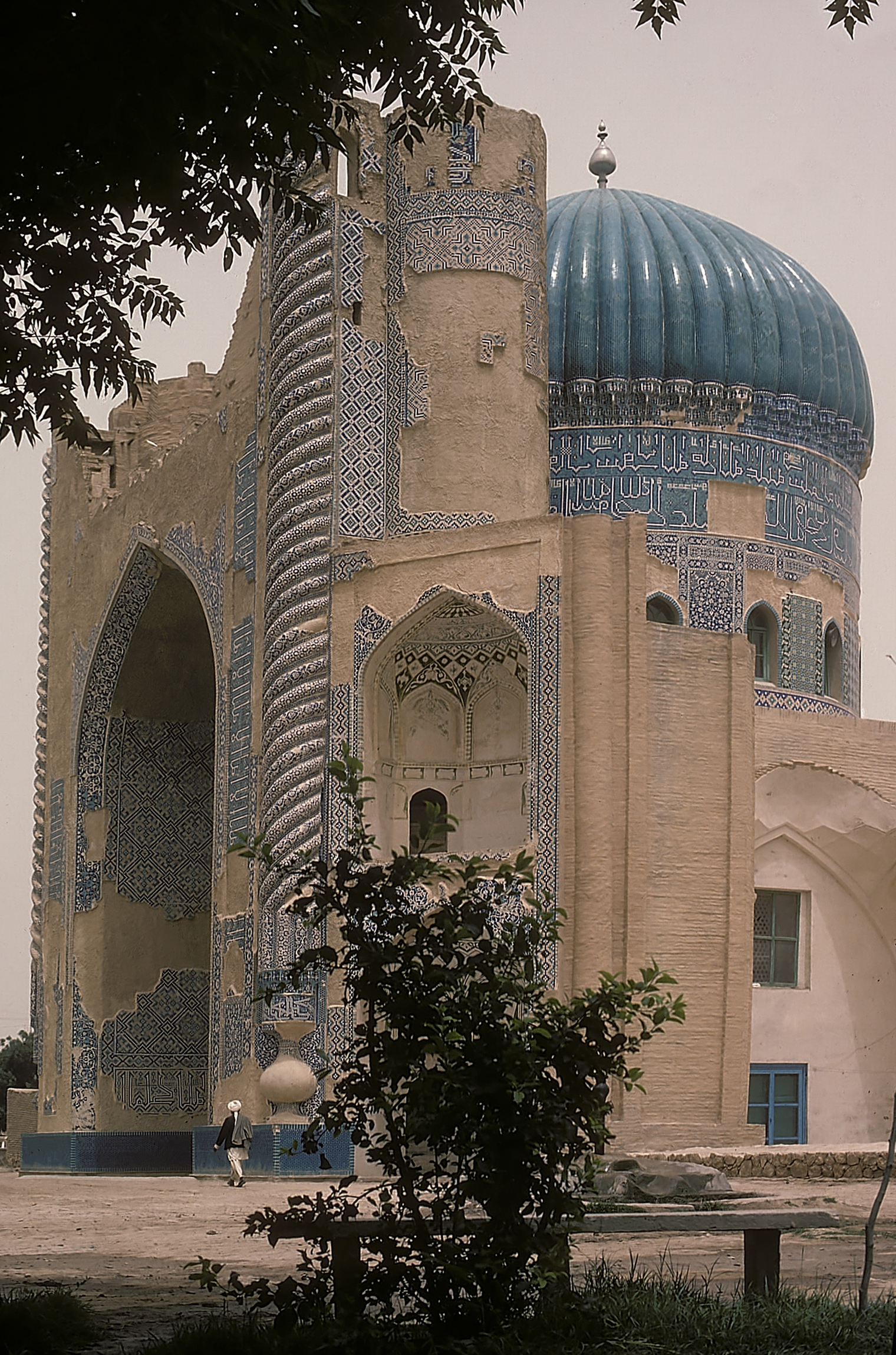
Portal und Tambour mit Kuppel. Zustand kurz nach der jüngsten Restaurierung, 1977.

Auf die Timuriden folgte ab 1506 die Herrschaft der Usbeken von Buchara über Balch, die mit kurzen Unterbrechungen bis ins 19. Jahrhundert währte. Seit der Mitte des 16. Jahrhunderts ist das Mausoleum in der Bevölkerung ausschließlich als Grabstätte Abu Nasrs bekannt, um die sich die Legenden von dessen Wirken als Heiliger ranken. Der Ort wurde bereits in früher Zeit ein Pilgerziel, wenngleich weniger bedeutend als die Grabstätten von Baha-ud-Din Naqschband in Buchara, ʿAbdallāh al-Ansārī in Herat oder das Ali-Mausoleum in Masar-e Scharif. Immerhin erschien Balch für viele, teilweise hochstehende Gläubige als ein würdiger Ort, um sich dort in der Nähe von Abu Nasr bestatten zu lassen. Die mit dem Schrein verbundenen Angehörigen der Parsa-Familie erhielten als Nachkommen Abu Nasrs bis ins 18. Jahrhundert hinein das Recht auf den Ehrentitel Schaich al-Islam. Welche Rechte und Funktionen mit dem seit Abu Nasr von den nachfolgenden Verwaltern den Schreins geführten Titel verbunden waren, ist unklar. Vermutlich waren die Parsa-Familienoberhäupter im 16. und 17. Jahrhundert nicht nur angesehene religiöse Persönlichkeiten, sondern bekleideten auch eine gewisse offizielle Position, die einem Qādī oder Mufti vergleichbar war.
Abu Nasrs direkter Nachfolger könnte sein Sohn namens Khwaja al-Malik († um 1491) gewesen sein. Zuverlässiger sind die Namen der weiteren Nachfolger im Verlauf des 16. Jahrhunderts durch das Werk ʿAbdullāh-nāma des Geschichtsschreibers Hāfiz Tanisch (Hāfiz bin Muhammad Buchārī, 1549 – nach 1588) bekannt. Der Sohn von Abu Nasr II in der vierten Generation nach Abu Nasr war Khwaja ʿAbd al-Hadi, der von Khwaja Hasan Nithari Buchari in seiner 1566/67 fertiggestellten Anthologie der Dichter, Mudhakkir-i ahbab, erwähnt wird. Laut Nithari war ʿAbd al-Hadi – ohne eine konkrete Datierung anzugeben – „für lange Zeit“ der Schaich al-Islam von Balch. Er soll laut dem Anfang des 18. Jahrhunderts verfassten Tārīch-i Rāqimī des persischen Chronisten Scharaf ad-Din im Jahr 1552 größere Renovierungen an der Grabstätte oder einen Neubau des Mausoleums veranlasst haben. ʿAbd al-Hadi ist das erste im Zusammenhang mit Baumaßnahmen am Mausoleum schriftlich genannte Mitglied der Parsa-Familie. Zum Beleg zitiert Scharaf ad-Din einen Text Sultan Muhammads von Balch, wohl aus dessen Madschmaʿ al-gharāʾib, der jedoch in den überlieferten Manuskripten dieses Werkes nicht vorkommt. Dafür bietet Sultan Muhammads 1650 bis 1660 auf Persisch verfasstes Werk weitere Angaben, die in späteren Übernahmen fehlen.
Auf ʿAbd al-Hadi, der wahrscheinlich kurz nach 1552 starb (und gestorben war, als Nithari 1566 über ihn schrieb), folgte sein Bruder ʿAbd al-Wali als Schaich al-Islam und Verwalter der Grabstätte. Er ließ das Mausoleum und die Madrasa renovieren und eine weitere Madrasa in der Nähe errichten. In der zweiten Ausgabe des Madschmaʿ al-gharāʾib, die nach 1577 verfasst wurde, wird ʿAbd al-Wali, († nach 1587) mit huldigenden Worten erwähnt. In einigen weiteren Quellen wird darüber hinaus seine Rolle als ziviles Oberhaupt von Balch betont. Außerdem soll er einen beträchtlichen Einfluss in der Stadt Buchara gehabt haben, die seine Familie im Kampf gegen eine Schaibaniden-Gruppe erobert hatte. Ende 1577 hielt sich ʿAbd al-Wali anlässlich einer Familienfeier in Buchara auf. Seine politisch bemerkenswerteste Rolle, über die Hāfiz Tanisch (literarischer Name: Nachlī), der Historiker des Schaibanidenfürsten Abdullah Khan, in seinem Scharafnāma-yi Schāhī (1584) berichtet, spielte ʿAbd al-Wali, als Balch im Juni 1579 von einer Koalition von Schaibanidenfürsten und dem timuridischen Herrscher Schāh Ruch von Badachschan angegriffen wurde. Er gehörte zu den führenden Persönlichkeiten der Stadt, die eine Verteidigungsarmee auf die Beine stellten, der es gelang, die Angreifer aus Badachschan zurückzudrängen. Neben seiner militärischen Führungsrolle wird ʿAbd al-Wali an dieser Stelle auch als muhtasib bezeichnet, was bedeutet, dass ihm neben seiner religiösen Funktion auch die Kontrolle der Marktgeschäfte oblag. Letztmals erwähnt Hāfiz Tanisch den Schaich al-Islam bei einem Ereignis des Jahres 1586. Er muss nach diesem Jahr und vor 1606 gestorben sein.
Nach Abdullah Khans Tod 1598 regierte dessen Sohn ʿAbd al-Muʾmin. Der 1568 in Buchara geborene ʿAbd al-Muʾmin kam als junger Prinz spätestens 1583 nach Balch, wo er wohl zunächst in ʿAbd al-Wali eine Vertrauensperson fand und später die Renovierungen am Mausoleum und anderen öffentlichen Gebäude gefördert haben soll. In der Handschrift Tārīch-i Muqīm Khāni vom Anfang des 18. Jahrhunderts wird angegeben, ʿAbd al-Muʾmin, der kurz nach seinem Vater 1598 starb, habe den gesamten Schrein erbauen lassen. Der Herrscher von Balch, Subhan Quli (regierte 1651–1681), soll gegenüber dem Haupteingang des Schreins den Bau einer Madrasa beauftragt haben. Nach dieser Quelle ließ ʿAbd al-Muʾmin das monumentale Eingangsportal des Schreins errichten, während der Geschichtsschreiber Hāddschi Mir Muhammad Salim drei Jahrzehnte später ʿAbd al-Muʾmin nicht den Bau des Portals selbst, sondern nur dessen Ausgestaltung und die Renovierung des gesamten Mausoleums attestiert. Angesichts seiner sonstigen überlieferten Architekturmaßnahmen, die er in Balch durchführen ließ – typischerweise Wandverkleidungen mit blauen Fliesen, hält Robert D. McChesney diesen Beitrag des Schaibanidenprinzen für das Mausoleum für mindestens gegeben. Als Nachfolger ʿAbd al-Walis im Amt des Mausoleumsverwalters wird erstmals 1606 einer seiner Söhne, Qasim Khwaja, erwähnt. Sein Name wird bereits als einer der Verteidiger von Balch im Jahr 1579 erwähnt. Bis zu seinem Tod 1624/25 pflegte Qasim Khwaja gute Kontakte zu Nasr Muhammad († 1651), dem Sohn des Dschaniden-Herrschers Din Muhammad.
Auf Qasim Khwaja, der vermutlich keinen erbberechtigten Sohn hatte, folgte dessen Schwiegersohn und Neffe Padschah Khwaja im Amt des Schaich al-Islam. Mehrfach wird die aktive politische Rolle erwähnt, die Padschah Khwaja in den 1630er Jahren spielte, zuletzt 1639, als der Schaibaniden-Herrscher Imam Quli Khan (regierte 1611–1642) Balch einen Ehrenbesuch abstattete und dabei zwei usbekische Militärführer und Padschah Khwaja traf. Zwischen 1639 und 1646 ging das Amt auf einen weiteren ʿAbd al-Wali (II) über, der auch Hazrat-i Ischan genannt wurde. Nach einer kurzen und offenbar folgenlosen Besetzung Balchs durch die Moguln unter Aurangzeb übernahm der Dschanide Subhan Quli (1624/25–1702) im Jahr 1647 die Stadt. ʿAbd al-Wali stieg in den inneren Kreis der Begünstigten um den Sultan auf und heiratete eine seiner Schwestern. Ihr gemeinsamer Sohn Salih Khwaja wurde nach einem Jahr im Amt 1696 ins Exil nach Indien vertrieben. Nach 1700 scheint die Leitung des Mausoleums weiterhin innerhalb der Parsa-Familie weitergereicht worden zu sein, möglicherweise aber nicht in der direkten Abstammungslinie von ʿAbd al-Wali (II).

### Das Stadtviertel um den Schrein im 17. Jahrhundert
Im 16. Jahrhundert bestand Balch aus der befestigten inneren Stadt (bala hisār) nördlich der antiken Zitadelle (arg) mit einer ovalen Fläche von etwa 1500 × 1000 Metern, die seit dem Mittelalter von einem „alten“ Erdwall (hisār-i qadīm) umgeben war, und mehreren Vierteln in einem wesentlich größeren, von einem „neuen Wall“ (hisār-i dschadīd) begrenzten Gebiet im Süden. Um das in der Mitte der weitläufigen Unterstadt gelegene Mausoleum entstand ab Ende des 16. Jahrhunderts ein großes Wohngebiet mit mehreren Islamschulen. Mitte des 16. Jahrhunderts gehörten nur zwei Madrasas unmittelbar zum Mausoleum, gegen Ende des 17. Jahrhunderts waren vier weitere in der Nachbarschaft dazugekommen. Die sechs Madrasas, von deren Existenz heute abgesehen von den Resten eines Gebäudes nur schriftliche Zeugnisse Auskunft geben, waren:
Die Abdullah-Khan-Madrasa oder Madrasa-i ʿAliya, die erste Islamschule in der Nähe des Mausoleums, wurde von Abdullah Khan bis zum Februar 1584 fertiggestellt. Wo sie sich genau befand, ist nicht bekannt; nur dass ihr gegenüber die um das Jahr 1612 erbaute Nasr-Muhammad-Khan-Madrasa stand, wenige 100 Meter westlich des Mausoleums. Eine Quelle aus dem Ende des 17. Jahrhunderts (Muhammad Amin Buchari, Ubaydullah-nama) nennt ein Datum für den Baubeginn, das September oder Oktober 1612 entspricht. Die Namen von drei für den Bau verantwortlichen Fachleuten sind überliefert, ebenso einige Details zur Form: Das Eingangsportal war höher als bei der ersten Madrasa, das Gebäude bestand aus Gewölben (tāqā) und Arkaden (riwāq) und die Wände waren mit türkisfarbenen Fliesen (kāschī) dekoriert. Es gab vier Unterrichtsräume, eine Moschee, eine Bibliothek mit 2000 Werken und etliche Schlafräume. Aus der Lagebeschreibung dieser benachbarter Madrasas ergibt sich die ungefähre Ausdehnung der Gesamtanlage im 17. Jahrhundert, deren Fläche ungefähr drei Hektar ausmachte.
Die kurz vor 1616 erbaute Allah Yar Bi Qataghan Madrasa ist nach ihrem Stifter Allah Yar, einem Emir des usbekischen Qataghan-Stammes (im Nordosten Afghanistans), benannt. Zum Umfang der Stiftung gehörten zwei Stellen für Lehrer, eine Stelle für einen islamischen Predigen (chatīb) und weitere Posten für Koranrezitatoren (Plural huffāz).
Um 1635 gab es mindestens fünf Madrasas in der Umgebung des Schreins. Die Subhan Quli Khan Madrasa lag als Einzige östlich des Mausoleums. Mit dem Bau dieser sechsten Madrasa wurde im April 1660 begonnen. Die Grundsteinlegung wurde nicht von einem Mitglied der Parsa-Familie durchgeführt, dessen ungeachtet muss diese Familie nach wie vor einflussreich gewesen sein. Der Namensgeber der Madrasa, Subhan Quli Khan, ging 1681 nach Buchara, um seinem Bruder, dem Dschaniden-Herrscher Abd al-Aziz, im Amt des Großkhan nachzufolgen. Frühestens 1686, fünf Jahre nach dem Weggang Subhan Qulis, war die Madrasa fertiggestellt, von der allein bis heute Reste erhalten sind. Auf dieses Jahr ist die Stiftungsurkunde datiert, die beinhaltet, dass das zweigeschossige Gebäude 75 Räume auf jeder Etage besaß und 24 bezahlte Angestellte, davon 12 Koranrezitatoren, beschäftigt waren. Freistehend erhalten blieben der Bogen des großen Iwan und weitere Reste der Außenmauern in zweigeschossiger Höhe. Die inneren Wandflächen des Iwan sind noch teilweise mit kleinteiligen blauen Fliesenmustern bedeckt. Zur Stiftung (waqf) der Madrasa gehörten eine Grundschule für Koranunterricht (maktab), ein überdachter Markt (tīmcha) und eine öffentliche Toilette (mustarāh). Der Schrein und die sechs Madrasas lagen im 17. Jahrhundert dicht beieinander inmitten eines Wohngebietes mit Märkten entlang der Hauptstraßen.

### Kolonialzeitliche Berichte ab dem 19. Jahrhundert

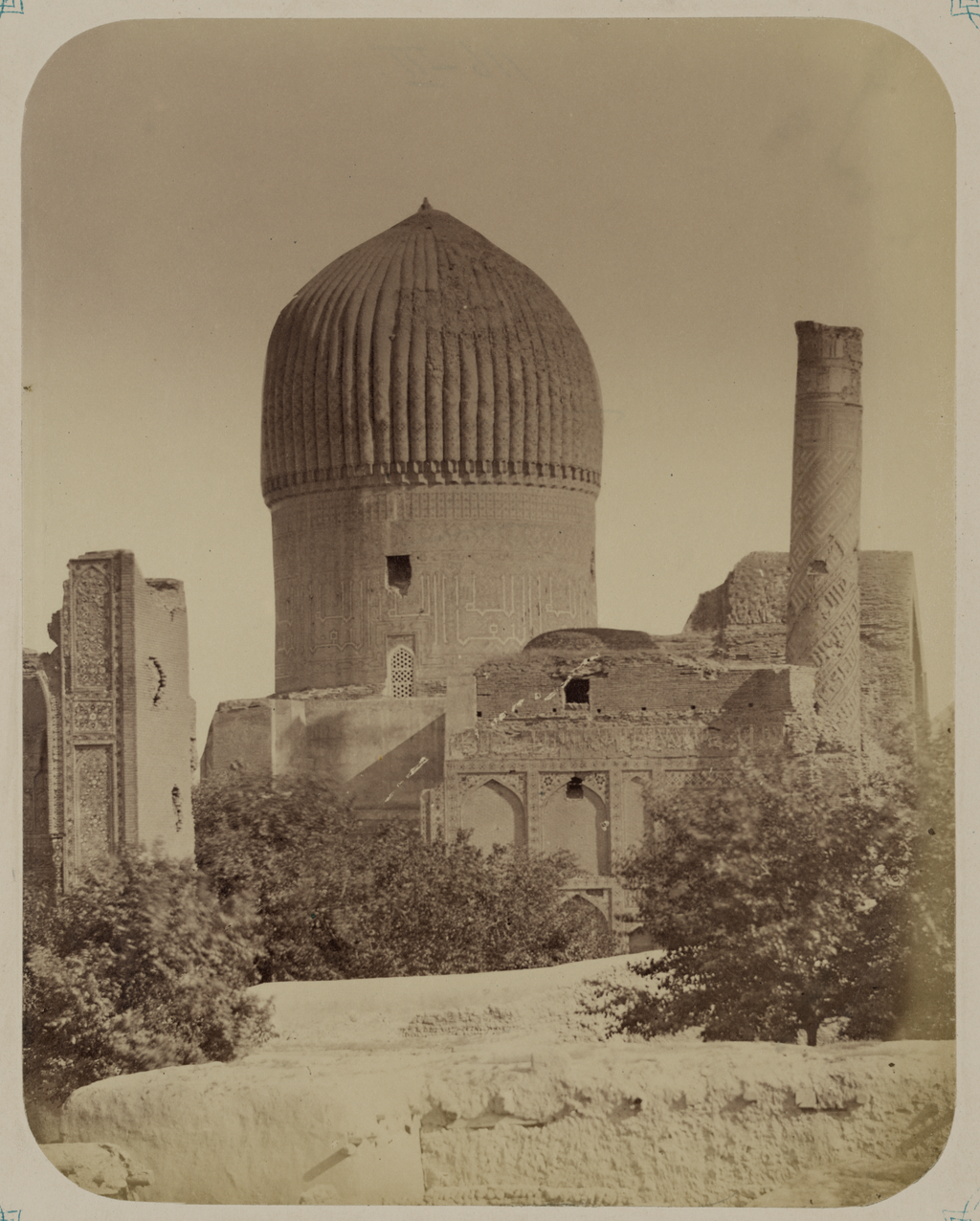
Gur-Emir-Mausoleum (1404) mit zweischaliger Kuppel. Aufnahme um 1870.

Zwar sind aus der ersten Hälfte des 18. Jahrhunderts zahlreiche Quellen zu den politischen Ereignissen unter den Dschaniden überliefert, im Unterschied zu den beiden Jahrhunderten zuvor wird der Schrein aber im 18. Jahrhundert kaum erwähnt. Bekannt ist nur, dass der Schrein weiterhin existierte, jedoch nicht, ob die Parsa-Familie dabei noch eine Rolle spielte, denn sie kommt in den Berichten nicht mehr vor. Es ist auch nicht überliefert, wie sich die Herrscherwechsel in dieser Zeit auf den Schrein auswirkten. Der Name Parsa taucht erst Anfang des 19. Jahrhunderts wieder auf. Ein Würdenträger des Naqschbandīya-Ordens namens Ischān Sayyid Parsa Khwaja Naqib (bekannt als Ishan Naqib, † 1838) wurde 1817 mit Unterstützung des zu den Mangit gehörenden Emirs vom Khanat Buchara zum Gouverneur von Balch ernannt. Er regierte mehr oder wenig unabhängig über Balch bis 1837, als Emir Nasrullah (Nasrullah Khan, regierte 1827–1860) die Stadt eroberte, zerstörte und Ischān Naqib zusammen mit vielen Einwohnern nach Buchara entführte. Einem Informanten zufolge, den Jonathan Lee 1993 befragte, soll Ischān Naqib einer „Gauhari“-Linie der Parsa-Familie angehört haben, die auf einen – offenbar fiktionalen – Gründer Mir Haydar Qutb ad-Din aus Medina zurückgeführt wird. Dieser habe eine in der Geschichtsschreibung unbekannte Tochter Timurs mit dem eponymen Namen Gauhari geheiratet. McChesney hält die Verbindung mit dem Familiennamen Parsa für fragwürdig, erkennt aber in der Nennung des Namens immerhin eine mögliche Verbindung der Parsa-Familie auch im 18. Jahrhundert mit dem Schrein.
Dergleichen magere Hinweise auf die Parsa-Familie waren bis zur Mitte des 19. Jahrhunderts völlig verschwunden. Stattdessen geriet der Schrein im Zuge der britischen Kolonialeroberungen in den Blick von Angestellten der Ostindien-Kompanie. Der erste europäische Reisende, der Balch erreichte und Notizen über den Schrein hinterließ, war der Tierarzt William Moorcroft (1767–1825). Er kam mit seinen Begleitern auf dem Rückweg von Buchara 1824 auf der Suche nach Pferden durch Balch. Bevor er wieder Indien erreichen konnte, starb er im folgenden Jahr an einem Fieber und wurde in Balch bestattet. Moorcrofts Reiseaufzeichnungen blieben jedoch erhalten und wurden 1841 veröffentlicht. Über Balch schrieb Moorcroft, es gäbe weder antike Reste noch irgendein bemerkenswertes Gebäude außer dem Mausoleum von Khwaja Abu Nasr, dessen Portal mit eleganten glasierten Fliesen verziert sei.
Der nächste Brite in Balch war Leutnant Alexander Burns, der sich 1832 für drei Tage in der Stadt aufhielt, aber nur von drei großen Schulgebäuden im Stadium des Zerfalls zu berichten wusste, womit er drei der zwischen 1594 und 1684 erbauten Madrasas gemeint haben könnte. Ob er das Mausoleum ebenfalls zu diesen Gebäuden zählte oder gar nicht kannte, ist unklar.
Ins internationale geostrategische Blickfeld geriet Balch am 6. Juli 1886, als die aus Briten und Russen zusammengesetzte Afghan Boundary Commission, deren Aufgabe in den Jahren 1884 bis 1886 darin bestand, die Nordgrenze Afghanistans festzulegen, ihr Lager außerhalb von Balch aufschlug. Drei der Teilnehmer nutzten die Gelegenheit, um die Altstadt von Balch zu besichtigen, worüber sie später unterschiedliche Berichte veröffentlichten. Einer der Teilnehmer bemerkte in einem Zeitschriftenartikel, das Mausoleum sei in einem halbverfallenen Zustand, besitze recht nette Fliesen, lohne aber ansonsten den Weg nicht. Für bedingt erwähnenswert hielt er ein spiralenförmiges Säulenpaar auf jeder Seite des Portals und große arabische Schriftzeichen an den gefliesten Wänden. Die Fliesen an den Flanken des Iwans seien vor lauter Schmutz nicht erkennbar gewesen. Ein anderer Besucher der Stadt hielt dagegen das Mausoleum für das einzig sehenswerte Gebäude der Stadt. Er beschreibt dieses als vollständig erhalten und die Wände mit Fliesen bedeckt, die angrenzende Madrasa aber weitgehend als Ruine. Nach der dritten Schilderung – von Major C. E. Yate (1849–1940) – soll es in Balch 1896 zwei herausragende Gebäude gegeben haben: die Masjid-i Sabz („Grüne Moschee“) und die Madrasa. In der Moschee vermutete Yate das Grabmal von Khwaja Abu Nasr Parsa und von der Madrasa, deren Namen er mit Madrasa-i Syad Subhan Kuli angibt, sah er außer dem Portalbogen nur Ruinen. Mit detaillierteren Betrachtungen und Datierungsfragen hielten sich die drei Engländer nicht auf, da sie in Balch weniger islamische Baukunst, sondern vielmehr antike Reste aus der Zeit Alexanders zu finden gehofft hatten.

### Forschungsgeschichte im 20. Jahrhundert
Während des Ersten Weltkriegs kam im Jahr 1916 eine österreichisch-ungarische Delegation ins damalige Emirat Afghanistan und versuchte, Habibullah Khan (regierte 1901–1919) als Verbündeten der Mittelmächte zu gewinnen und gegen die Briten aufzuwiegeln. Diese Niedermayer-Hentig-Expedition erreichte nicht ihr politisches Ziel; auf der Reise durch Balch machte aber einer ihrer Teilnehmer, der Offizier Oskar von Niedermayer, Aufzeichnungen für ein Buch zur Architektur Afghanistans, das 1924 unter Mitwirkung des Kunsthistorikers Ernst Diez veröffentlicht wurde. Obwohl Diez die Architektur des Gebäudes als „Grabkuppelbau“ (gonbad) erkannte, wurde es wie zuvor von Yate und wohl den Angaben der Einheimischen folgend als „Moschee“ bezeichnet. Diez gab als erster eine kunsthistorische Beschreibung des Schreins.
Auf Wunsch der afghanischen Regierung unter Amanullah Khan hielt sich eine französische archäologische Delegation (Délégation archéologique française en Afghanistan, DAFA) in den Jahren 1924/25 etwa 18 Monate in Balch auf, um vor allem nach Überresten des Hellenismus in Afghanistan zu suchen. Unter Alfred Foucher, der von 1922 bis 1945 ihr Leiter war, untersuchte die Gruppe auch den Schrein von Abu Nasr und andere historische Bauten aus islamischer Zeit. Es entstanden zahlreiche Fotos von Gesamtansichten und Gebäudedetails, die für die Forschung von besonderem Wert sind.
Der englische Reiseschriftsteller Robert Byron (1905–1941), in Kunstgeschichte ein Autodidakt, der die klassische europäische Kunstbetrachtung bespöttelte, gab in seinen Reiseberichten detaillierte Beschreibungen islamischer Architektur. Eine seiner Fotografien zeigt die wegen Renovierungen/Umgestaltungen des Schreins heute verschwundene Bauinschrift ʿAbd al-Muʾmins über dem Scheitel des Portals mit der Datierung 1005 A.H. (1597/98 n. Chr.). In einem 1935 erschienenen kurzen Artikel über den Schrein veröffentlichte Byron weitere Fotos und bemühte sich, den Schrein in den zeitlichen Zusammenhang der mit Khwaja Muhammad Parsa († 1420) aus Buchara begonnenen Abfolge von Sufi-Scheichs zu stellen.
Im Gefolge weltweit zunehmender nationalistischer Bestrebungen Anfang der 1930er Jahre plante die afghanische Regierung, die Stadt Balch mit Rückgriff auf antike Modelle zu restaurieren. Propagiert wurde die Ideologie einer Abstammung von einem arischen Volk, über das sich die Afghanen mit Deutschland verbunden wähnten. Bei dem zu bauenden „neuen Balch“ sollte der Schrein im Zentrum einer strahlenförmig ausgehenden Straßenplanung stehen. Über die in diesem Zusammenhang von der afghanischen Regierung verordnete Vertreibung von Juden berichtet Byron in seiner Reisebeschreibung vom November 1933. In der halbstaatlichen, auf Dari verfassten Literaturzeitschrift Salnama-yi Majalla-i Kabul („Kabul-Jahrbuch“) desselben Jahres werden die vom Innenministerium geplanten Projekte vorgestellt. Darin wird die Stadt Balch zur Wiege der Nation und gar zum Ursprungsort der Mehrheit der arischen Rasse stilisiert und ihre glorreiche Geschichte besonders in islamischer Zeit ab dem 12. Jahrhundert hervorgehoben. Von den Zerstörungen unter Dschingis Khan habe sich Balch nie wieder erholt, weshalb es gelte, aus dem historischen Erbe mit einem modernen Stadtplan ein neues Balch zu schaffen. Die vom Schrein strahlenförmig wegführenden Straßen hätten nach dem Plan durch einen Kranz von Ringstraßen verbunden werden sollen, wohl zur Anlage von Wohn- und Geschäftsvierteln. Byron äußert sich wenig zuversichtlich zur Durchführbarkeit des Plans: Man könne genauso gut versuchen, das antike Ephesus wiederaufzubauen, um Izmir zu ersetzen. Der französische Botschafter René Dollot (1875–1962), der sich von Ende 1934 bis Mitte 1936 in Balch aufhielt, berichtet 1937 von den „ersten Schritten zur Wiedergeburt der antiken Hauptstadt Baktriens“ in Gestalt eines neu angelegten Marktviertels. Auf Fotos ist zu sehen, dass in dieser Zeit auch Arbeiten am Mausoleum durchgeführt wurden. Luftaufnahmen aus den 1970er Jahren zeigen ein teilweise dem Plan entsprechendes Straßensystem um das Mausoleum im Zentrum. Dieses war bis Ende der 1930er Jahre entstanden, als fehlende Investitionen die Hoffnungen auf eine neuerschaffene Wiege der arischen Zivilisation allmählich zunichtemachten. Was blieb, war die zentrale Stellung des Schreins in der Stadtanlage. Der um den Schrein geschaffene freie Platz hob dessen neue Funktion als nationales architektonisches Monument hervor und ließ zugleich die traditionelle Bedeutung als Heiligengedenkstätte, Friedhof und Pilgerort für die Bevölkerung verschwinden.
Anfang der 1940er Jahre (vermutlich 1943) gelangte der junge US-amerikanische Orientalist Richard Nelson Frye (1920–2014) in einer Mission als Geheimdienstoffizier nach Afghanistan. Sein 1946 erschienener Bericht über die Reise enthält eine Fotografie des Mausoleums, die eine vollständig restaurierte Kuppel und nicht mehr das in Aufnahmen aus den 1930er Jahren vorhandene Baugerüst zeigt. Frye verfasste den Eintrag Balkh in der Encyclopaedia of Islam New Edition (Band 1, 1960, S. 1001), in dem von einer Grünen Moschee im timuridischen Stil, erbaut von ʿAbd al-Muʾmin, gegenüber dem Mausoleum von Khwaja Abu Nasr und vom in der Nähe erhaltenen Portalbogen einer Madrasa, also von drei Gebäuden am zentralen Platz die Rede ist. Diese Beschreibung ist falsch, denn auch auf Fotografien aus der Mitte des 20. Jahrhunderts standen dort nur zwei Bauten, ebenso ist Fryes Datierung der Gebäude in das 16. Jahrhundert unzutreffend. Die irrige Annahme dreier Gebäude wurde in späteren Darstellungen weitergegeben. So finden sich etwa bei Donald N. Wilber (1962) die Aussagen, es gäbe einen Kuppelbau („tomb“) einer Person namens „Khwaja Aqa Shah“, dessen äußere Kuppelschale eingestürzt ist, und ein Gebäudeteil („part of a complex“) zu Ehren von „Khwaja Abu Nasr Muhammad Parsa“, der 1460 in Balch starb. Ferner seien noch Arkaden und ein Portal zu einem großen Hof erhalten. Die richtige namentliche Zuordnung des Mausoleums und der gegenüber liegenden Madrasa findet sich jedoch bereits in einer archäologischen Veröffentlichung von Rodney S. Young aus dem Jahr 1955. Aus der dortigen Beschreibung wird klar, dass es sich beim „Portal zu einem großen Hof“ um den pischtak der Madrasa handelt. Young fand richtigerweise im Zentrum des kleinen Dorfes Balch die „Masjid-i-Sabz“ und das monumentale Portal der ehemaligen Madrasa von „Seyed Subah Kuli Khan“, wobei er beide als Monumente aus timuridischer Zeit bezeichnet.
Wenige aber dafür korrekte Zeilen umfasst der Eintrag zu Balch in einem 1964 von dem Fotografen Derek Hill und dem Kunsthistoriker Oleg Grabar veröffentlichten Bildband über islamische Architekturdekoration. Grabar erwähnt den Schrein von Khwaja Akash aus timuridischer Zeit (Khwaja Aksha Wali Ziyarat am nordöstlichen Stadtrand) und den Schrein von Khwaja Abu Nasr Parsa, „kurz nach 1460–61 erbaut“, als die einzigen stehenden Gebäuderuinen aus der alten Stadt.
Die bis zu den 1960er Jahren genaueste Darstellung der geschichtlichen Entwicklung des Schreins stammt von Galena A. Pugachenkova (1963) Dennoch vermengen zwei Führer zur islamischen Kunst in den 1970er Jahren wiederum Namen, Funktion und Bauzeit der Gebäude. Ebenso verwechselt Alfred Renz (1977) den Namen Abu Nasrs mit dem seines bekannteren Vaters Khwaja Muhammad Parsa und gibt nochmals eine unrichtige Bauzeit wieder:

„In der heute etwas tristen kleinen Stadt erinnert daran außer dem Iwanbogen einer Medrese die „Grüne Moschee“, das Grabmal des Kwaja Mohammed Abu Nasir Parsa vom Ende des 15. Jahrhunderts (1497?).“

Der tadschikische Historiker Akhror Mukhtarov bringt in einer russischen Veröffentlichung von 1980 erstmals die schriftlichen Quellen und die architektonischen Untersuchungen in einen engeren Zusammenhang und erklärt: Das Mausoleum wurde wenige Jahre nach dem Tod Abu Nasrs 1460/61 erbaut. Dies geschah Sultan Muhammad (in Madschma' al-ghara'ib, 1577) zufolge im Auftrag von Mir Farid Arghun im Jahr 1462/63. Dagegen gibt Muhammad Yusuf Munschi bin Khwaja Baqa in seinem Tazkirah-i Muqim Khani an, dass das Mausoleum im Auftrag des Schaibaniden ʿAbd al-Muʾmin erbaut wurde, der 1598 starb. Mukhtarov bezeichnet letztere Datierung in das Ende des 16. Jahrhunderts als falsch und vermutet, dass sich Frye bei seiner nämlichen Zeitstellung wohl auf ʿAbd al-Muʾmin verlassen hatte.
Mukhtarovs Beitrag wurde außerhalb der Sowjetunion kaum rezipiert, er wurde auch nicht für den umfangreichen zweibändigen Katalog der timuridischen Architektur (The Timurid Architecture of Iran and Turan) verwendet, den Lisa Golombek und Donald Wilber 1988 veröffentlichten. Die Autoren berufen sich auf den persischen Historiker Chwandamir (kurz vor 1497), der den Schrein ein takyah (Sufizentrum, Tekke) genannt habe und vermuten, dass der Kuppelbau (gonbad) nicht über dem Grab Abu Nasrs, sondern dahinter errichtet worden sei. Dem heiligen Abu Nasr ordnen sie stattdessen ein nicht gekennzeichnetes einfaches Grab am Eingang des Gebäudes zu und das Grabmal in einem unterirdischen Raum unter dem Kuppelbau einer anderen, unbekannten Person, möglicherweise dem Stifter. Aus dem Mausoleum wird somit ein religiöser Versammlungsraum.
Als ein Grund für die unterschiedlichen Funktionszuschreibungen des Gebäudes nennt McChesney die von Reisenden und Forschern stets als gegenüber der hellenistischen Periode zweitrangig angesehene islamische Baukunst von Balch, weshalb letztere nur in geringem Umfang archäologisch untersucht wurde. Im frühen Mittelalter wurde die Stadt gerühmt – ab dem 10. Jahrhundert nannte man sie wegen ihres Alters umm al-bilād („Mutter der Städte“). Nach den Verwüstungen durch die Oghusen im 12. Jahrhundert und die Mongolen im 13. Jahrhundert war von Balch ein nahezu verlassener Ort übriggeblieben, der erst unter den Timuriden Anfang des 15. Jahrhunderts wieder aufgebaut wurde. Auch diese Blütezeit verschwand, als im 18. Jahrhundert die generelle Bedeutung von Balch – nicht nur des Schreins – zugunsten des neuen städtischen Zentrums Masar-e Scharif verblasste. Dies hatte eine wenig konsistente mündliche Überlieferung zur Folge, was sich in den Aufzeichnungen der Forscher widerspiegelt. So fand etwa Lisa Golombek 1966 außerhalb von Balch durch Befragungen eher zufällig die wohl älteste Moscheeruine Afghanistans aus abbasidischer Zeit (Noh Gonbad, Ende 8. oder Anfang 9. Jahrhundert).

## Architektur

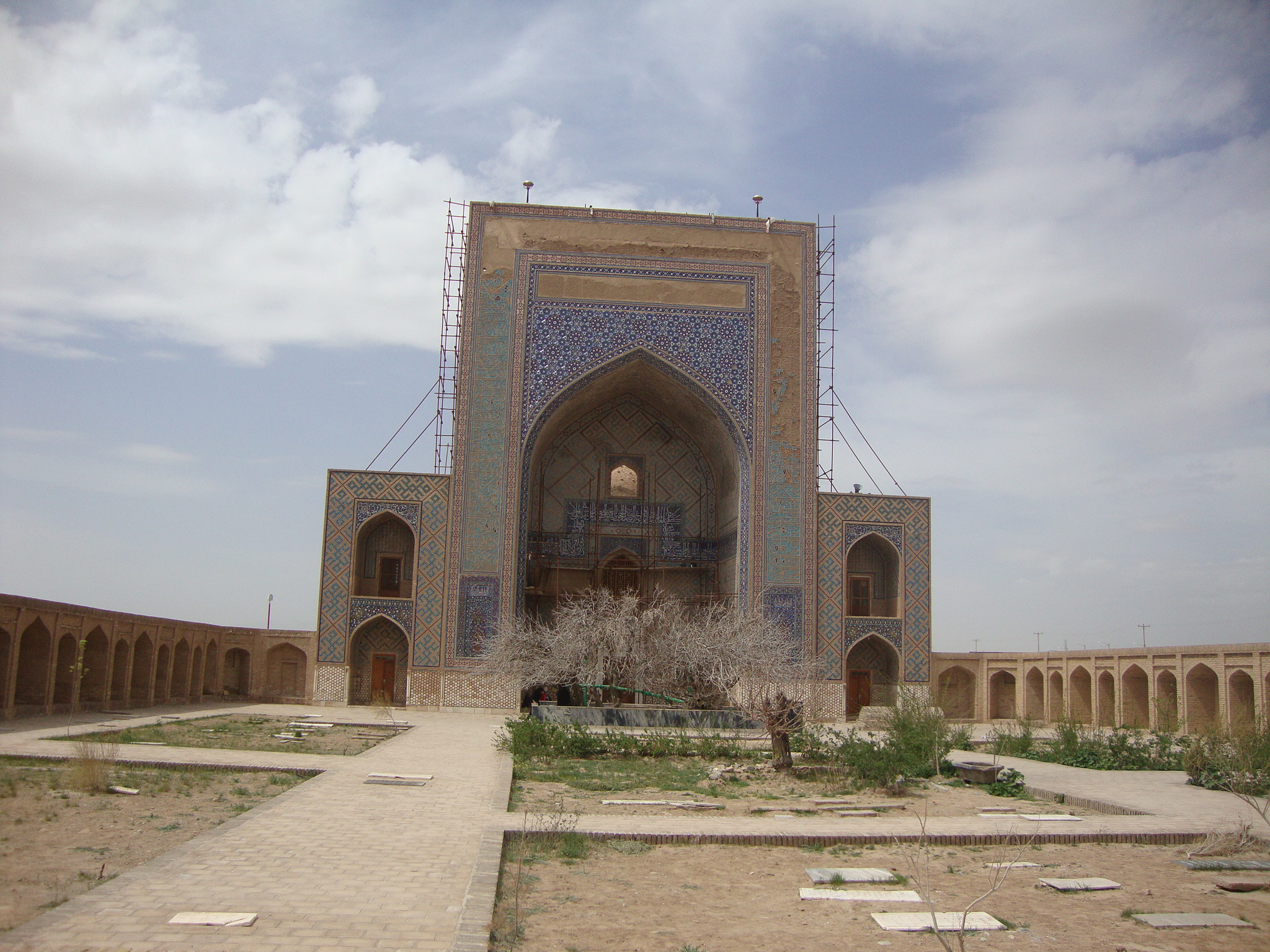
Schrein des Scheich Zayn ad-Din in Taybad (Nordostiran) von 1444/45. Anordnung von Gebetsraum, Nebenräumen und Iwanfassade ähneln dem Schrein von Khwaja Abu Nasr.

Zentraler Teil der in den 1460er Jahren in timuridischer Zeit begonnenen und 1596/97 unter usbekischer Herrschaft umgebauten Anlage ist der Kuppelbau (arabisch qubba, persisch gonbad). Dieser besteht aus einem zweigeschossigen, ungleichmäßig oktogonalen Baukörper, über dessen Mitte sich ein hoher kreisrunder Tambour mit einer zweischaligen Rippenkuppel erhebt. Dem Haupteingang im Nordosten ist eine mächtige Portalwand (pischtak) mit einem zentralen spitzbogigen Iwan und flankierenden zweigeschossigen Nischen vorgestellt. Die beiden seitlichen, direkt hinter der Portalumrahmung hochgezogenen runden Minarette sind bis knapp über deren Oberkante erhalten. Als Bestattungsort Khwaja Abu Nasrs wird ein namenloses Grabmal außerhalb des Portals vermutet. Der Innenraum mit der Qibla-Wand im Südwesten ist quadratisch und besitzt Nischen in der Mitte jeder Wandseite. In der Krypta darunter befindet sich eine ebenfalls namenlose Grabstätte, die für die Familie des Stifters Mir Mazid angelegt worden sein könnte. Demnach diente der Raum als Mausoleum (mazār) und dem mihrāb (der Gebetsnische) zufolge gleichermaßen als Moschee (masdschid).

### Herkunft und Stil
Der älteste erhaltene und bedeutendste Ausgangspunkt für die Entwicklung der iranisch-zentralasiatischen Grabarchitektur ist das Samaniden-Mausoleum in Buchara, das im 10. Jahrhundert (vermutlich vor 943) entstand. Aus der Grundform eines quadratischen Baukörpers mit einer aufgesetzten halbkugelförmigen Kuppel, die selbst auf sassanidische Feuertempel (Tschahar Taq) zurückgeht und trotz der geringen Abmessungen eine monumentale Wirkung entfaltet, entwickelten sich die mehrstöckigen, abgestuften Zentralbauten mit oktogonalem Grundplan – während die parallele Form der Grabtürme mit Pyramidendach vom 1006 gebauten Gonbad-e Qabus in der iranischen Provinz Golestan ausging. Eine ab dem 14. Jahrhundert angewandte Möglichkeit, die Kuppelbauten wie die Grabtürme in die Höhe zu strecken, bot der zwischen dem oberen Gebäudeabschluss und der Kuppel eingesetzte Tambour. Beispiele für einen stark überlängten Tambour finden sich in Shohizinda in Samarqand. Diese Nekropole verweist zugleich darauf, dass sich im späteren 14. Jahrhundert der Schwerpunkt der iranischen Architektur und damit auch der Grabbauten in den Nordosten des Iranischen Hochlands und nach Chorasan verlagerte. Um diese Zeit entwickelte sich besonders bei Mausoleen ein weiteres charakteristisches Architekturmerkmal: die über den Tambour ausbauchende melonenförmige Kuppel. Dieses meist zweischalige Konstruktionsprinzip mit einer soliden inneren und einer hoch aufragenden, dünnwandigen äußeren Kuppel veranschaulichen das Gur-Emir-Mausoleum (1404) und die Bibi-Chanum-Moschee (1404) von Samarqand, das Mausoleum von Gauhar-Schad in Herat (1432) und nachfolgend der Schrein von Khwaja Abu Nasr. Als hauptsächlicher Vorläufer dieser statisch vorteilhaften Konstruktion gilt der Grabturm Gonbad-e Qabus. Die hohen Kuppeln verstärken die Zentralität der auf Monumentalität angelegten Gebäude und sollten in ihrer symbolischen Bedeutung, dem Streben Timurs nach Weltherrschaft folgend und in der blumigen Sprache der zeitgenössischen Chroniken, nach den Sternen greifen.

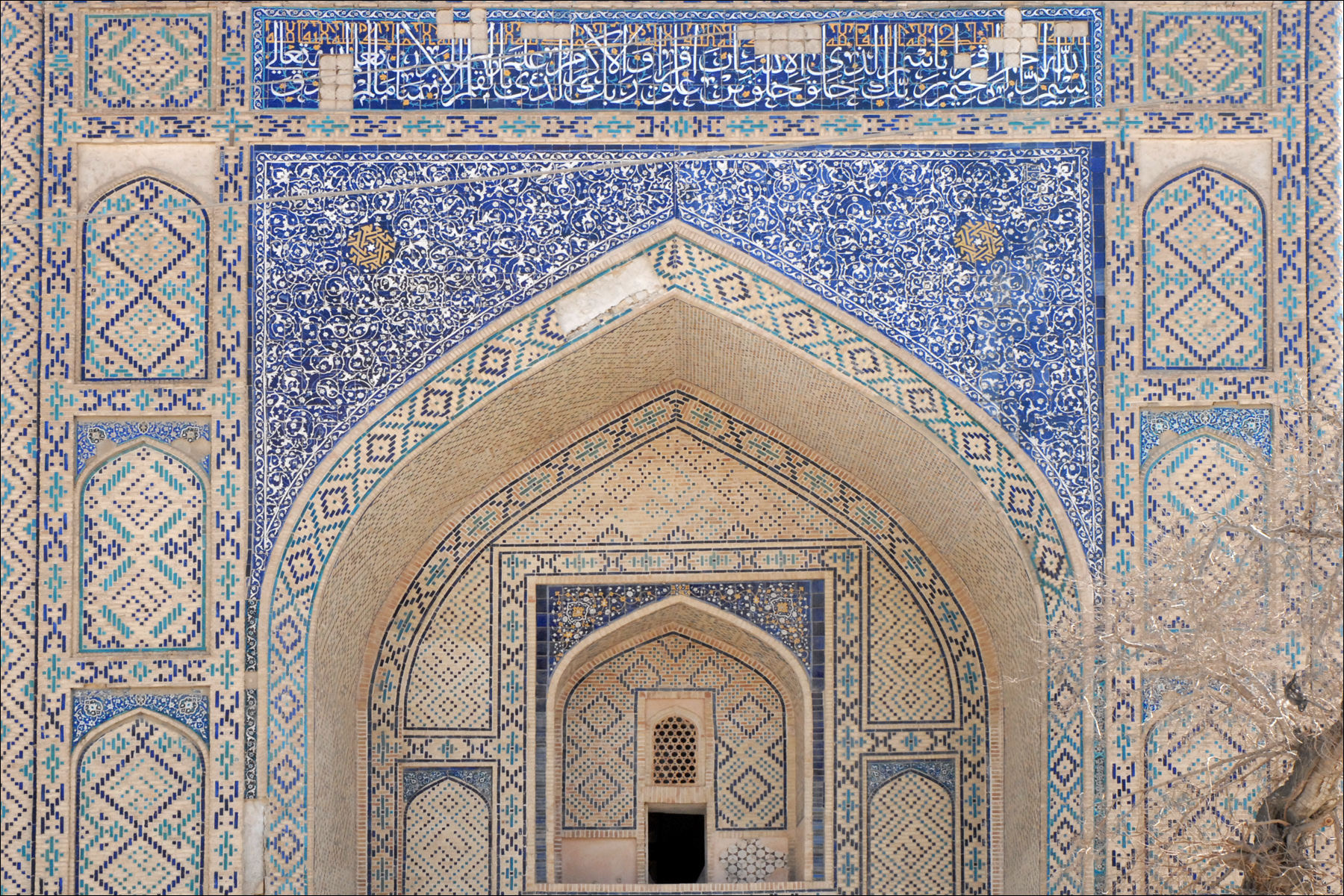
Mosaik am Iwan der Madrasa Madar-i Khan in Buchara von 1567.

Zu beiden Seiten wird der zentrale Kuppelsaal durch jeweils eine Reihe von vier eingeschossigen überkuppelten Räumen erweitert. Diese und die dreiteilige Iwanfassade hat der Schrein unter anderem mit dem 1444/45 erbauten Mausoleum des Scheich Zayn ad-Din in Taybad (Provinz Razavi-Chorasan im Nordosten Irans) gemein. Bei beiden Gebäuden existieren keine Verbindungen vom zentralen Kuppelsaal in die seitlichen Räume. Bernard O’Kane (2000) erwähnt die Aussage des Historikers Chwandamir (kurz vor 1497), man könne von den Seitenräumen die Gespräche im Hauptraum belauschen und schließt daraus, dass ursprünglich offene Durchgänge bestanden haben müssen. Daraus folgt eine architektonische Bestätigung für den späteren Umbau des Gebäudes. Manche Kunsthistoriker warfen den Uskeben vor, die Architektur der späten Timuriden uninspiriert und etwa in derselben Größenordnung kopiert zu haben. Diese Ähnlichkeit zeigt etwa der Vergleich der Madrasa-i Ghiyathiyya im Dorf Chargird (150 Kilometer südwestlich von Maschhad), die laut Inschrift 1444 fertiggestellt wurde, und der Madrasa Mīr-i ʿArab in Buchara von 1535/36. So konnte der Schrein von Khwaja Abu Nasr lange Zeit für ein timuridisches Gebäude aus der Mitte des 15. Jahrhunderts gehalten werden.
Abgesehen von stilistischen Merkmalen bei der Ornamentierung spricht auch die Größe des Kuppelbaus für die spätere Datierung unter ʿAbd al-Muʾmin, der über mehr finanzielle Mittel verfügt haben dürfte als der timuridische General Mīr Mazid. Eine vergleichbar eingeschränkte Farbauswahl (Blau, Blaugrün, Schwarz und Weiß) und Gestaltung der Mosaikfliesen bieten neben anderen die Madrasa Madar-i Khan in Buchara aus dem Jahr 1567 und das Versammlungszentrum (chāneqāh) der Nekropole Chor Bakr bei Buchara, das 1562/63 datiert ist. Ferner verweisen die Fliesenornamente und Stilmerkmale des Mihrab in das 16. Jahrhundert. Das Nischenfeld über dem Mihrabbogen ist mit unregelmäßig verteilten geometrischen Figuren wie in Chor Bakr bemalt.

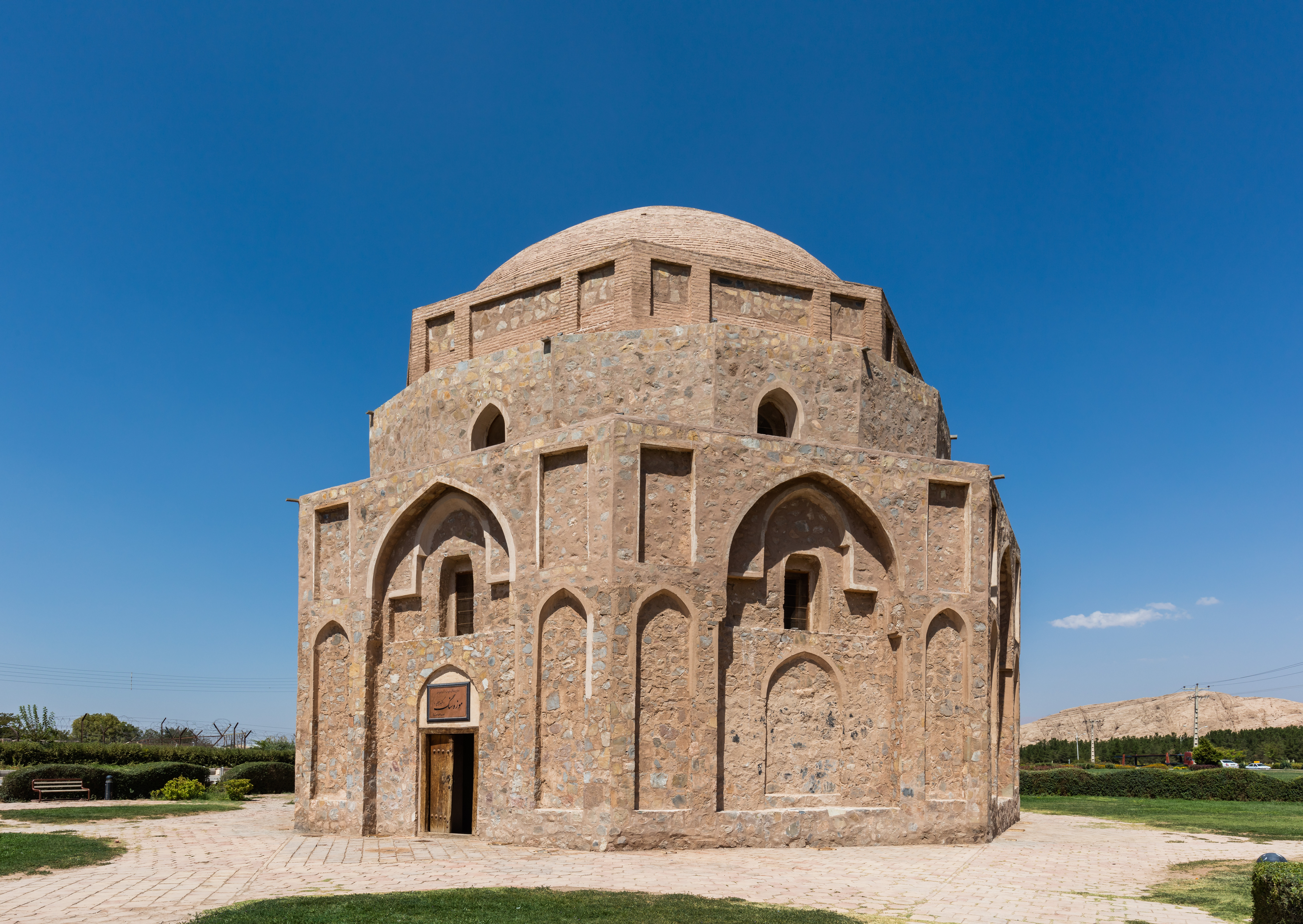
Gonbad-e Jabalieh bei Kerman aus buyidischer Zeit (945–1055).

Eine Reihe von 16 Spitzbogenfenstern umgibt den Tambour im unteren Bereich. Die Wandflächen dazwischen sind mit gitterförmigen und anderen geometrischen Fliesenornamenten ausgefüllt. Darüber bedecken zwei breite Bänder mit Kufi-Inschriften die Wandfläche bis zum Kuppelansatz, zu welchem ein Fries mit Miniatur-Muqarnas überleitet. Das Portal wird von Wandsäulen eingerahmt, die auf zwiebelförmigen Basen ruhen und durch von Mosaikfliesen verkleidete spiralige Wülste (Seilstäbe) einen prunkvollen Abschluss bilden. Der obere Teil der Portalwand ist eingestürzt. Die Rückwand des Portals enthält über der Tür ein großes quadratisches Feld, das mit Quadratkufi gefüllt ist.
Ungewöhnlich sind die anderen Außenwände neben der Portalfassade. Die Wände der Hauptachsen besitzen stockwerkshohe Spitzbogennischen mit geraden Rückwänden. Von den doppelt übereinander angeordneten Nischen seitlich des Portals führen Treppen elf Meter hinauf auf das Flachdach. Aus den fehlenden oberen Wandabschlüssen folgert Bernard O’Kane (2000), dass wesentliche Teile des Gebäudes nie vollendet wurden. Vermutlich sah der ursprüngliche Bauplan Iwane an allen vier Hauptseiten des Oktogons und doppelte Nischen in den schmalen Wänden dazwischen vor. Als Vorläufer eines oktogonalen Grundplans mit zweigeschossigen Nischen in den kleineren Außenfassaden kommen neben anderen Mausoleen beispielsweise der Gonbad-e Jabalieh bei Kerman aus der Zeit der Buyiden (945–1055) in Frage, der auf einen sassanidischen Feuertempel zurückgehen soll, oder das Öldscheitü-Mausoleum in Soltaniye (1312). Die Symmetrie der rekonstruierten Anlage führt zu Vergleichen mit mogulindischen Mausoleen wie dem Humayun-Mausoleum in Delhi (um 1560) und dem Taj Mahal (1648).

### Restaurierungen und Veränderungen im 20. Jahrhundert

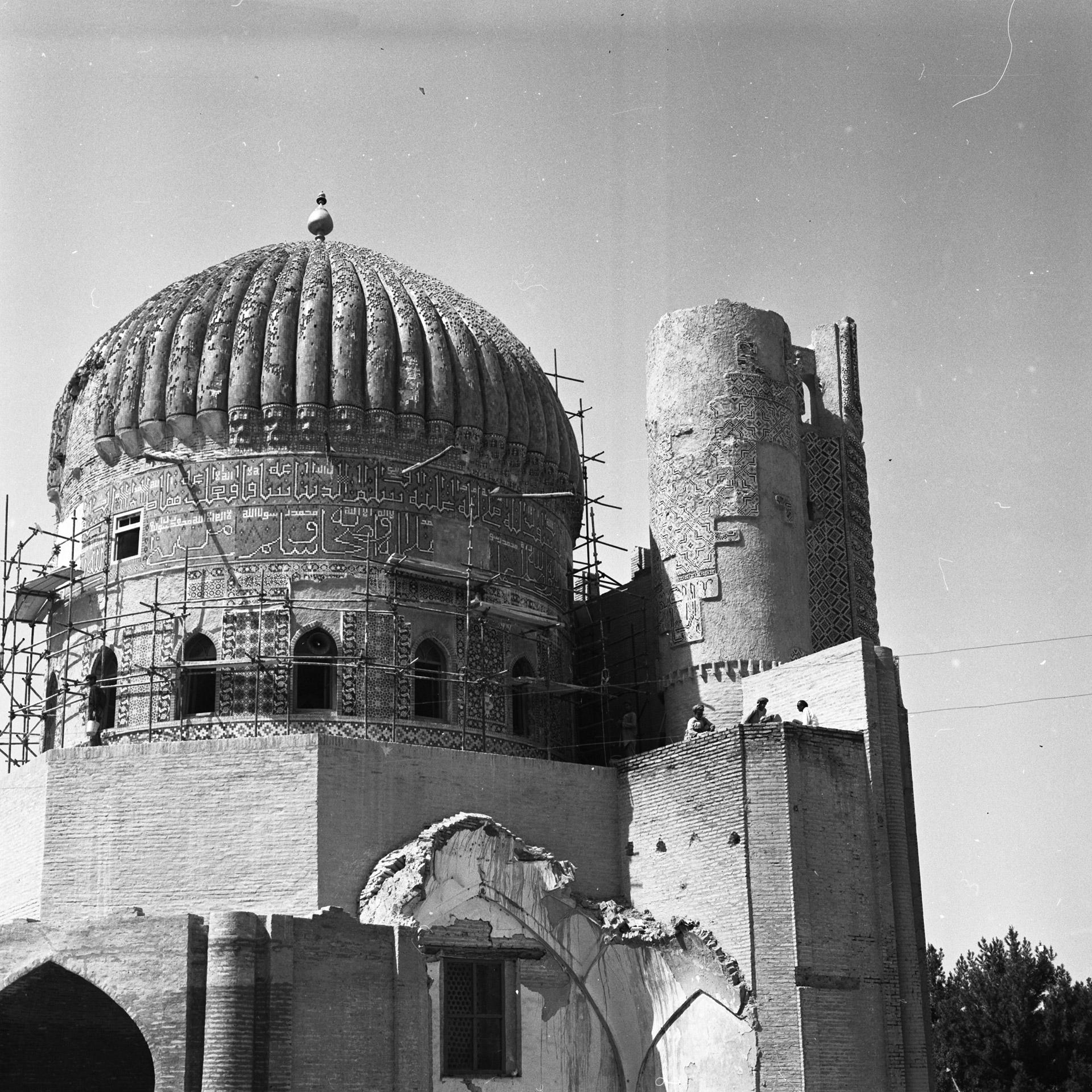
Südseite des Schreins während der Restaurierung durch das Archaeological Survey of India, 1976

Größere Zerstörungen wurden Ende des 19. Jahrhunderts vermutlich durch ein Erdbeben bewirkt. Der Erhaltungszustand des Mausoleums im Verlauf des 20. Jahrhunderts lässt sich vor allem anhand der zeitgenössischen Fotografien erkennen. Von einem Mitglied der Afghan Boundary Commission sind die ältesten bekannten Fotografien erhalten. Auf einem der beiden Fotos vom Juli 1886 ist die Portalfassade zu sehen, die noch über drei Meter über den Bogenscheitel hinausragt. Da die Mauer mit einer annähernd geraden Kante abschließ, könnte diese Aufnahme die originale Fassadenhöhe von 1598 zeigen. Praktisch unverändert ist der Zustand der Fassade auf 1916 aufgenommenen Fotos der Niedermayer-Hentig-Expedition. Ein Unterschied ist die in gutem Zustand befindliche Umfassungsmauer mit mehreren Torbögen, bei der in der Aufnahme von 1886 die Krone des erkennbaren Mauersegments fehlte. Die Mauer umschloss den Friedhof mit einfachen Grabstätten (hazira) rund um den Schrein. Aufnahmen der französischen archäologischen Delegation (DAFA) von 1925 zeigen beträchtliche Ausbrüche von gebrannten Ziegeln an der Portaloberkante und aus der Fassade sowie weitere Abplatzungen von Fliesen. Auch ist gegenüber 1916 an anderen Stellen Wandputz abgebröckelt. Die durch vertikale Felder strukturierte Friedhofsmauer ist auf den Abbildungen von 1925 nahezu vollständig verschwunden und einer neuen schlichten Ziegelmauer gewichen.
Auf einem Foto der DAFA, das den Schrein von Südwesten zeigt, ist die Kuppel stark beschädigt und bis zur Hälfte eingestürzt, während das Portal im Nordosten auf den Fotografien von 1886 bis 1934 in seiner Grundstruktur unverändert erscheint. Robert Byron schrieb 1935, dass über eine Restaurierung nachgedacht werde. Eine Aufnahme, die Richard Nelson Frye im August 1943 vom Portal machte, zeigt jedoch, dass die Anlage in der Zwischenzeit nicht restauriert, sondern deutlich umgestaltet und „modernisiert“ wurde. Ein Zweck der Umgestaltung war offensichtlich die schrittweise Transformation des Mausoleums mit seiner religiösen Ausstrahlung zu einem nationalen Kulturobjekt. Um das Gebäude freizustellen und imposanter zu präsentieren, wurde die Umfassungsmauer des Friedhofs komplett entfernt und das Gelände eingeebnet. Diesem Bestreben folgte auch die Neugestaltung der Umgebung zu einem Park mit Rabatten und Wegen, wie auf Fotos aus den 1940er Jahren zu sehen ist. Zugleich wurde der (Ende 1934 noch vorhandene) Friedhof entfernt, was ohne größeren Widerstand wegen der in den 1930er Jahren geringen Einwohnerzahl möglich war.
Nach der Mitte des 20. Jahrhunderts folgte eine neue Phase der Umgestaltung. Zwei Fotos vom Ende der 1950er Jahre zeigen die an der Südseite mit dem Schrein verbundenen niedrigen Kuppelbauten, die früher als Madrasa fungiert haben könnten. Die Aufnahmen wurden 1958 und 1959 veröffentlicht. Auf einer 1961 veröffentlichten Fotografie fehlt der gesamte Südflügel. Wenige Jahre später ist eine parkähnlich angelegte Fläche an dessen Stelle zu sehen, nur der grob abgeschlagene Maueransatz am Hauptgebäude erinnert noch an den abgerissenen Anbau.
Eine Gruppe des Archaeological Survey of India stellte 1975 beträchtliche, die Statik gefährdende Risse an der äußeren Kuppelschale fest. Ihr Leiter R. Sengupta veröffentlichte zahlreiche Fotos, die den Gebäudezustand vor und nach der unmittelbar notwendigen Sanierung zeigen. Eine der Ursachen für die Schäden könnte ein Erdbeben vom Juni 1956 gewesen sein, dessen Epizentrum 150 Kilometer entfernt lag. Zu den von Handwerkern des Archaeological Survey durchgeführten Sicherungsmaßnahmen gehörten drei Bögen aus Ziegeln, die unter der äußeren Schale eingesetzt wurden. Außerdem füllten sie die teils großen Löcher im Mauerwerk der Portalfassade mit Mörtel auf.
Ab 2002 wurden mit einem Fonds der Aga-Khan-Stiftung die im Norden und Süden an das Kulturdenkmal angrenzenden flachen Kuppelbauten in einer modernisierten Form neu errichtet. Die Anlage bildet heute die größte Moschee der Stadt. Weitere internationale Fördergelder flossen seitdem in die Ausgestaltung des 3,5 Hektar großen Parks mit Fußwegen, Baumpflanzungen und elektrischer Beleuchtung. Das Gebäude liegt am Rand des Parks, der sich von der Portalseite nach Nordosten erstreckt und einen Kreis bildet, von dessen Zentrum, einem modernen Brunnen aus Beton, radiale Hauptwege verlaufen. Am gegenüberliegenden Rand des Parks steht die Ruine der Madrasa Subhan Quli mit einem erhaltenen Iwanbogen. Ferner befindet sich im Park in einem neu gebauten Mausoleum das Grabmal der berühmten Rabia Balchi (Rābi‘a bint Ka‘b al-Quzdārī, † 940), die als erste afghanische Dichterin gilt. Die Parkgestaltung führt die in den 1950er Jahren erstellten Pläne für eine radiale Stadtanlage fort, bei welcher nun der Park das geometrische Zentrum bildet.